# Manuel Arturo Salcido Beltrán
Manuel Arturo Salcido Beltrán es un economista, analista y político mexicano, académico de la Sociedad Mexicana de Geografía y Estadística. Nació el 29 de abril de 1949 en Culiacán, Sinaloa. Es licenciado en Economía por el Instituto Politécnico Nacional y estudió en la Facultad de Ciencias Políticas y Sociales de la UNAM de 1967 a 1969. Fue diputado federal en la LI Legislatura del Congreso de la Unión de México por el Partido Comunista Mexicano junto a Arnoldo Martínez Verdugo; Gilberto Rincón Gallardo; Gerardo Unzueta Lorenzana; Evaristo Pérez Arreola; Manuel Stephens García; Pablo Gómez Álvarez; Fernando Peraza Medina y Juventino Sánchez Jiménez. Salcido Beltrán presentó ante el Congreso de la Unión, el proyecto de iniciativa de ley, Nueva Constitución Política de los Estados Unidos Mexicanos que pugna por el fortalecimiento del federalismo, la división de poderes, el sistema parlamentario unicamaral, una reforma electoral y una reforma política. Ha propuesto, además, la conversión del Distrito Federal en el Estado de Anáhuac.
Fue director de la desaparecida Dirección de Publicaciones del IPN en el año 2001. 